# Silvia Passon
Silvia Passon (Palmanova, 17 aprile 1985) è un'ex cestista italiana, ala di 182 cm.

## Carriera
In Serie A1 ha vestito le maglie del CUS Chieti e della Mercede Alghero.
Nell'estate 2010 viene tesserata dall'Olympia Reggio Calabria, in Serie B d'Eccellenza.
Durante l'estate del 2011, dopo 4 anni di assenza, ritorna a giocare in Sardegna vestendo la maglia della Virtus Cagliari in serie A2.

## Statistiche
Dati aggiornati al 30 giugno 2009.
| Stagione        | Squadra              | Competizione | Partite | Partite | Partite | Statistiche tiro | Statistiche tiro | Statistiche tiro | Altre statistiche | Altre statistiche | Altre statistiche | Altre statistiche | Altre statistiche |
| Stagione        | Squadra              | Competizione | Pres.   | Titol.  | Minuti  | Tiri da 2        | Tiri da 3        | Liberi           | Rimb.             | Assist            | Rubate            | Stopp.            | Punti             |
| --------------- | -------------------- | ------------ | ------- | ------- | ------- | ---------------- | ---------------- | ---------------- | ----------------- | ----------------- | ----------------- | ----------------- | ----------------- |
| 2004-2005       | CariChieti           | Serie A1     | 3       | 0       | 7       | 0/2              | 0                | 0/2              | 0                 | 0                 | 0                 | 0                 | 0                 |
| 2006-2007       | Mercede Alghero      | Serie A1     | 11      | 3       | 61      | 1/9              | 0                | 1/2              | 10                | 0                 | 4                 | 0                 | 3                 |
| 2007-2008       | Synthesis3 Ivrea     | Serie A2     | 30      | 27      | 826     | 68/194           | 2/10             | 25/43            | 203               | 4                 | 35                | 6                 | 167               |
| 2008-2009       | Gea Magazzini Alcamo | Serie A2     | 31      | 4       | 446     | 33/83            | 8/27             | 15/30            | 107               | 1                 | 24                | 1                 | 105               |
| Totale carriera |                      |              |         |         |         |                  |                  |                  |                   |                   |                   |                   |                   |